# 志多町
志多町（したまち）は、埼玉県川越市の町名。郵便番号は350-0051。

## 地理
川越市の中心部に位置する。おもに戸建て住宅やマンションの土地利用となっている。西部から北部にかけて新河岸川が流れる。

## 交通
駅は地区内にはない。最寄り駅は西武新宿線本川越駅となっている。

## 施設
- 志多町会館
- 河越夜戦跡